# Gert Fredriksson
Gert Fridolf Fredriksson (født 21. november 1919, død 5. juli 2006) var en svensk kanoroer, der var aktiv på eliteplan i perioden 1942-1964. Han deltog i fire olympiske lege og vandt otte medaljer, heraf seks af guld.
Fredriksson regnes som den mest succesrige kanoroer i sportens historie med medaljer ved svenske, nordiske, europæiske og verdensmesterskaber i perioden 1942-1960. Det blev blandt andet til syv VM-guld og hele 71 medaljer ved svenske mesterskaber. Han er desuden den mest OL-vindende svenske idrætsudøver i historien med sine seks guldmedaljer. Han vandt medalje i alle de discipliner, han deltog i ved OL, bortset fra 1960, hvor han stillede op i 4×500 m-stafetten, for hvem semifinalen blev endestationen. Han var på det tidspunkt blevet 40 år.